# کانگ بو جا
کانگ بو جا (کره‌ای: 강부자؛ زادهٔ ۸ فوریه ۱۹۴۱) بازیگر اهل کره جنوبی است. کانگ در دانشگاه ملی چونگنام در رشته زبان و ادبیات کره‌ای تحصیل می‌کرد و به دلیل بازیگری آن را رها کرد. او در سال ۱۹۶۱ حرفهٔ بازیگری خود را آغاز کرد و از آن زمان تاکنون در تئاتر، فیلم و تلویزیون برای بیش از ۵ دهه مشغول فعالیت بوده‌است.
او یک دوره آموزشی سیاست ملی بدون مدرک در دانشکده مدیریت دولتی دانشگاه ملی سئول گذراند و در سال ۱۹۹۲ وارد سیاست شد. کانگ به عنوان قانون‌گذار برای چهاردهمین مجلس ملی کره جنوبی انتخاب شد.